# Societat Catalana de Llengua i Literatura
La Societat Catalana de Llengua i Literatura és una filial de l'Institut d'Estudis Catalans fundada per Josep Massot i Muntaner, Max Cahner i Garcia i d'altres com a secció el 1985 des de l'antiga Secció de Llengua i Literatura de la Societat Catalana d'Estudis Històrics i convertida en societat independent el 1986. Es dedica a l'estudi de la llengua i de la literatura i a la divulgació dels resultats entre d'altres per publicacions periòdiques i l'organització de conferències, homenatges, cursos i jornades.

## Publicacions
- Llengua & Literatura,, anuari de filologia catalana, des de 1986, sota la direcció de Josep Massot i Muntaner, publicat en versió paper i en versió electrònica, de consultació llibre, ISSN 0213-6554
- Treballs de la Societat Catalana de Llengua i Literatura, col·lecció de treballs més extensos